# Hvalfjarðarstrandarhreppur

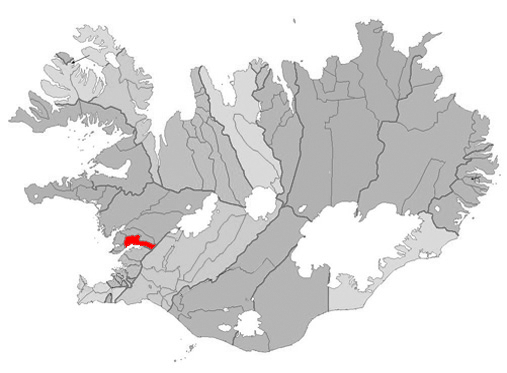
Hvalfjarðarstrandarhreppur

Hvalfjarðarstrandarhreppur (também chamado simplesmente de Strandarhreppur) era um município da Islândia, localizado no sul de Borgarfjarðasýsla. Sua principal indústria era a agricultura. Em 1 de Dezembro de 2004 tinha 147 habitantes.
No dia primeiro de junho de 2006, os municípios de Hvalfjarðarstrandarhreppur, Innri-Akraneshreppur, Leirár- og Melahreppur e Skilmannahreppur se juntaram sob o nome de Hvalfjarðarsveit, cuja população total é de 616 pessoas.